# Daniil Nikitič Kašin
Daniil Nikitič Kašin (Mosca, 1769 – 1841) è stato un compositore russo.
Allievo in Bessarabia di Giuseppe Sarti, compose opere a sfondo patriottico, come Natalia, la figlia del boiaro (1801), La bella Olga (1809) e Il regno effimero di Nurmanhala (1817).